# Legacy Tour
El Legacy Tour es una gira del cantante estadounidense Marc Anthony, que recorrerá varios países en el continente americano.
El recorrido comenzó en Santiago, Chile el 25 de septiembre de 2018,  y la fecha final será el 29 de junio de 2019, con una actuación en Pereira, Colombia.

## Invitados
- Mau y Ricky en Nueva York, Miami, Chicago, Inglewood y San Juan.[1]